# Ardisia poilanei
Ardisia poilanei är en viveväxtart som beskrevs av Pitard. Ardisia poilanei ingår i släktet Ardisia och familjen viveväxter. Inga underarter finns listade i Catalogue of Life.